# Antonio Francesco Grazzini

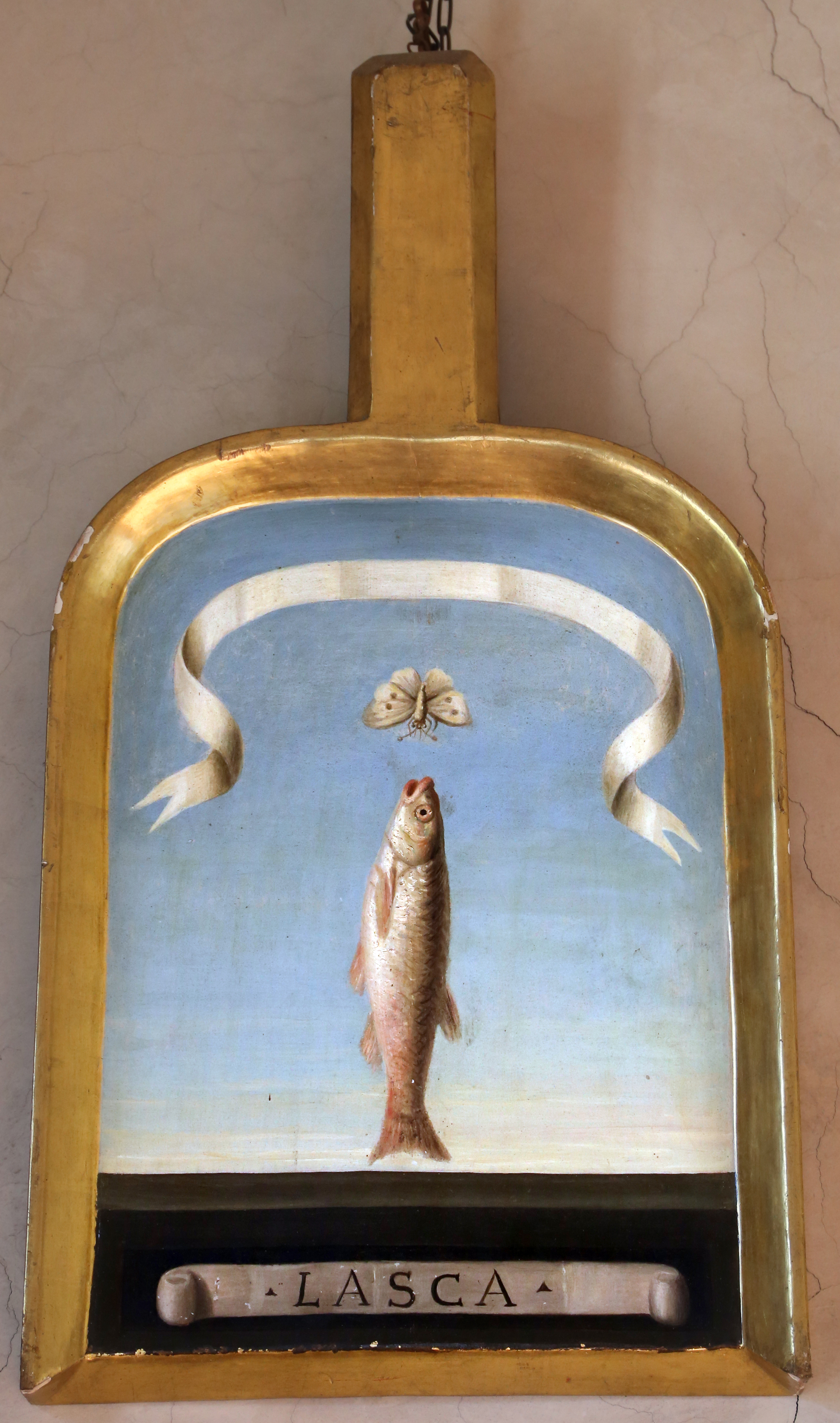
Lopata lui Anton Francesco Grazzini (il Lasca) la Accademia della Crusca

Antonio Francesco Grazzini (n. 22 martie 1504, Florența, Republica Florentină – d. 18 februarie 1584, Florența, Marele Ducat de Toscana) a fost un scriitor italian.
A fost unul dintre cei 12 fondatori ai Accademia degli umidi (1540).
Împreună cu Leonardo Salviati, a întemeiat Accademia della Crusca (1582) în scopul păstrării purității limbii italiene.

## Scrieri
- 1556: Povestiri la cină ("Le cene"), povestiri în maniera lui Boccaccio;
- 1584: Războiul monștrilor ("La guerra de'mostri")
- 1584: Rime burlești ("Le rime burlesche"), poezie burlescă în maniera lui Ariosto și Berni.

Grazzini a mai scris și comedii în manieră clasică.
1. 1 2  Dizionario Biografico degli Italiani
2. 1 2  Enciclopedia on line
3. ↑  Anton Francesco Grazzini, Encyclopædia Britannica Online, accesat în 9 octombrie 2017
4. ↑  Antonfrancesco Grazzini, Brockhaus Enzyklopädie
5. ↑  Autoritatea BnF, accesat în 10 octombrie 2015
6. ↑  CONOR.SI[*] Verificați valoarea |titlelink= (ajutor)
7. ↑  Autoritatea BnF, accesat în 10 octombrie 2015